# La plantilla
La plantilla (títol original, en danès, De Ansatte), és una novel·la de l'escriptora danesa Olga Ravn publicada l'1 d'octubre de 2020. La novel·la, que ha estat traduïda al català per Marina Rosich, i a l'anglès per Martin Aitken, detalla les interaccions entre els membres de la tripulació humans i androides a bord d'una nau espacial futurista mentre es troben i reaccionen davant d'una sèrie d'objectes alienígenes misteriosos.

## Argument

### Resum
En algun moment del futur, un grup mixt d'humans i androides semblants a humans són enviats a investigar una successió d'objectes alienígenes que obtenen del planeta "Nova Descoberta", que es troba molt lluny de la Terra. La seva nau (la nau Sis Mil) orbita per sobre de la superfície del planeta. La corporació encarregada de la nau envia un grup de mediadors imparcials per dur a terme una entrevista de 18 mesos amb els treballadors per veure l'impacte que aquests objectes tenen sobre la tripulació. Les tensions augmenten entre les dues faccions de la tripulació a mesura que els objectes comencen a inspirar reaccions emocionals profundes. Tots els objectes són rics articles sensorials, que contrasten marcadament amb l'estil de vida insípid i antisèptic a bord del vaixell. Els membres de la tripulació comencen a qüestionar el significat de les seves vides més enllà de la feina. Després de la recollida final de les declaracions dels membres de la tripulació, el comitè autoritzat que els empra desintegra el material biològic a bord del vaixell, inclosos els humans i els humanoides, citant els efectes que havien tingut els estranys objectes sobre la tripulació.

### Estructura
El llibre consta d'una sèrie d'informes recollits dels tripulants per mediadors de la corporació encarregada de la nau. Els missatges no són consecutius i es transmeten a una administració sense nom. La tripulació es queixa de les seves tasques diàries en aquestes notes i informes. Alguns fragments d'aquestes entrevistes falten completament, d'altres tenen seccions redactades. Els missatges estan fora d'ordre, potser perquè el comitè que compila la investigació barreja els papers en una pila. Aquestes declaracions partidistes exposen les reaccions viscerals que experimenta cada personatge i il·lustren els canvis graduals que experimenten dins d'ells mateixos.

## Personatges
La tripulació està formada per un grup mixt majoritàriament sense nom d'humans i humanoides. De vegades és difícil separar els personatges nascuts dels fabricats. Cada classe expressa els seus propis conflictes interns: molts dels humans experimenten l'enyorança de la seva vida a la Terra com a resultat del seu aïllament a la nau espacial, mentre que els humanoides comencen a exhibir emocions i cognicions complexes que semblen superar les limitacions de la seva codificació. Un comitè sense nom s'encarrega de recopilar les entrevistes amb la tripulació en els informes que formen el llibre. L'objectiu del comitè per a les entrevistes és conèixer més sobre els efectes dels objectes portats a bord de la nau. Un dels pocs personatges amb nom és el Dr. Lund. Se li atribueix la invenció dels tripulants humanoides i és el director de la nau Sis Mil.

## Entorn

### La nau Sis Mil
La nau Sis Mil està organitzada de forma autosuficient, amb membres de la tripulació treballant en zones per satisfer totes les necessitats potencials. Tanmateix, la nau també es descriu com a estèril. Un cop a bord, els personatges queden separats de la natura i continguts ineludiblement. Alberga objectes estranys recollits del llunyà planeta "Nova Descoberta", que la nau orbita perpètuament. La sala d'exposicions que conté aquests objectes té parets blanques, espais impassibles i passadissos entre instal·lacions.

### Tecnologia
Ravn imagina tecnologies futuristes amb les quals interactua la tripulació. Aquestes tecnologies tendeixen a desdibuixar les línies entre allò biològic i allò mecànic. Els membres de la tripulació humanoide reben actualitzacions ocasionals de la seva programació i fins i tot poden carregar els seus records a una base de dades, cosa que els atorga una forma d'immortalitat. També hi ha mencions d'hologrames que s'assemblen als fills dels membres de la tripulació i complements que es poden adjuntar als membres humans de la tripulació.

## Al·legoria i temes

### Crítica al lloc de treball
L'estructura de La plantilla implica una al·legoria del lloc de treball modern, ja que una entitat corporativa realitza una sèrie d'entrevistes a la tripulació de la nau, orientades a la revisió del rendiment. Hi ha una jerarquia entre els membres de la tripulació humana i els humanoides, encara que és ambigu qui està per sobre de l'altre, amb qualsevol grup envejant l'altre en alguns moments de la novel·la. Encara que estan dividits, tant els humans com els humanoides estan controlats per una corporació llunyana i anònima. Alguns humanoides no poden imaginar la vida fora de la seva feina, mentre que altres somien escapar de la monotonia de la nau.

### Transhumanisme
Ravn explora un tema del transhumanisme a la novel·la, amb alguns humans que descriuen un misteriós "complement" connectat als seus cossos. També hi ha una fractura entre els humans, o mortals, i els humanoides, que es poden tornar a carregar contínuament. També hi ha la sensació que els objectes misteriosos estan connectant d'alguna manera amb la tripulació de la nau.

### Sentits
Ravn contrasta els sentits dels humans i dels humanoides. Els humans tenen els sentits esgotats i es relacionen amb els objectes a través de la nostàlgia, mentre que els humanoides tenen sentits infantils, sovint volen utilitzar la seva boca com a eina sensorial. Hi ha un focus en les diferents sales de La plantilla estimulant tots els sentits. Ravn també descriu grups d'ous, porus oberts, carn puntejada d'una manera evocadora de la tripofòbia. Una secció de la plantilla se centra completament en la pell fent coses inusuals, afegint-se a la intenció de l'autora de donar una sensació desagradable al lector.

### Ous i criança
Un dels objectes, un sac d'ous, està pensat per emfatitzar els temes col·lectivistes, així com la dinàmica "nascut contra fabricat" a bord de la nau. Un ou simbolitza l'individu, però com que La plantila ofereix les perspectives de molts, un sac d'ells representa la tripulació. A més, la meitat dels personatges de la novel·la es van crear artificialment, de manera que l'autor utilitza ous per mostrar la importància de la carn a la història. Els ous també fan al·lusió a la cria dels fills, amb exemples de portar, cuidar coses i producció que es troben sovint a La plantilla. A més, abans que alguns humans vagin a dormir a les seves lliteres, es comuniquen amb hologrames que s'assemblen als seus fills.

## Inspiració
Ravn acredita l'artista Lea Guldditte Hestelund per inspirar els objectes amb els quals interactua la tripulació. Els objectes van ser modelats a partir de les escultures incloses a l'exposició de l'artista danès titulada Consumed Future Spewed Up as Present, que es va exhibir a l'institut d'art Overgaden de Copenhaguen. Ravn va decidir escriure el llibre després que Hestelund es va posar en contacte amb ella per demanar-li un acompanyament escrit per a la seva propera mostra d'art. Ravn va compartir que mentre treballava amb Hestelund també es va inspirar en altres fonts: l'escenari futurista a l'espai es va inspirar en clips de la NASA que Ravn havia vist recentment, i el comentari sobre el lloc de treball emanava de la insatisfacció de Ravn amb la seva feina d'oficina. Una còpia del llibre, enquadernada amb pell, es va incloure finalment a l'exposició Overgaden.
A més, Ravn assenyala com l'escriptora de ciència-ficció nord-americana Ursula K. Le Guin va inspirar l'estructura episòdica i intermitent del llibre, així com alguns dels seus temes, és a dir, l'aparició freqüent d'objectes semblants a ous al llarg del llibre. També destaca la inclusió de Ravn d'un parafrasejat de la cita de Barbara Kruger: "És un món petit, però no si l'has de netejar".

## Recepció

### Recepció crítica
La plantilla va ser valorat positivament pels crítics, molts dels quals van elogiar la novel·la per la seva investigació sobre què significa ser humà. Els crítics també van apreciar la crítica de la novel·la al lloc de treball modern i les reflexions sobre el transhumanisme.
El llibre ha estat comparat pels crítics amb moltes històries populars de ciència-ficció. Brian Dillion de 4Columns compara els "esclaus gairebé humans" de La plantilla amb els replicants de la pel·lícula Blade Runner de 1982. Justine Jordan de The Guardian compara els estranys objectes de la nau amb altres artefactes alienígenes de la ciència-ficció, com el vaixell d'Arrival i els monòlits de 2001: Una odissea de l'espai.

### Elogis
La plantilla va ser llibre preseleccionat per a l'International Booker Prize 2021. Els jutges la van qualificar de "novel·la bonica i commovedora" i la van elogiar per la seva estructura experimental i l'exploració de la naturalesa humana i la felicitat.